# سيرجي سوخوروتشينكوف
سيرجي سوخوروتشينكوف (بالروسية: Сухорученков, Сергей Николаевич) مواليد 10 أغسطس 1956 في أوبلاست بريانسك، الاتحاد السوفيتي، هو دراج روسي سابق. سبق أن شارك في دورة الألعاب الأولمبية الصيفية وفاز بميدالية أولمبية.

## الميداليات
| الميدالية | المسابقة                       |
| --------- | ------------------------------ |
| ذهبية     | الألعاب الأولمبية الصيفية 1980 |

## روابط خارجية
- سيرجي سوخوروتشينكوف على موقع أرشيف الدراجات (الإنجليزية)
- سيرجي سوخوروتشينكوف على موقع CycleBase (الإنجليزية)
- سيرجي سوخوروتشينكوف على موقع أوليمبيديا (الإنجليزية)